# John Nance Garner
John Nance Garner III (22 / 11 / 1868 – 7 / 10 / 1967), được biết đến trong thời đại của ông là "Cactus Jack", là một người Mỹ Dân chủ, nhà chính trị và luật sư từ Texas. Ông là Phó Tổng thống của Hoa Kỳ thứ 32, phục vụ từ năm 1933 để năm 1941. Ông cũng là Chủ tịch Hạ viện Hoa Kỳ thứ 39 từ năm 1931 tới năm 1933.